# Lamontichthys
Lamontichthys is een geslacht van straalvinnige vissen uit de familie van de harnasmeervallen (Loricariidae).

## Soorten
- Lamontichthys avacanoeiro de Carvalho Paixão & Toledo-Piza, 2009
- Lamontichthys filamentosus (La Monte, 1935)
- Lamontichthys llanero Taphorn & Lilyestrom, 1984
- Lamontichthys maracaibero Taphorn & Lilyestrom, 1984
- Lamontichthys parakana de Carvalho Paixão & Toledo-Piza, 2009
- Lamontichthys stibaros Isbrücker & Nijssen, 1978